# Чжао Цзыци
Чжао Цзыци (кит. трад. 趙自齊, упр. 赵自齐, пиньинь Zhào Zìqí; 4 февраля 1915, Жэхэ — 4 августа 2020) — китайский и тайваньский политик, видный деятель Гоминьдана. Участник китайско-японской и китайской гражданской войн. Третий председатель Всемирной антикоммунистической лиги (Всемирная лига за свободу и демократию).

## В Китае
В своём автобиографическом очерке Чжао Цзыци отмечал, что с детства ощущал национальную опасность для Китая, исходившую от СССР и Японии. Был вдохновлён Северным походом Чан Кайши. После начальной школы в Чэндэ окончил Нанькайский университет.
Как убеждённый китайский националист и антикоммунист Чжао Цзыци был сторонником Чан Кайши и активным членом Гоминьдана. Окончил офицерские курсы, участвовал в китайско-японской войне. Во время гражданской войны против КПК был партийным функционером Гоминьдана. Вместе с гоминьдановскими войсками в 1949 году перебрался на Тайвань.

## На Тайване
В Китайской Республике Чжао Цзыци состоял в центральных органах Гоминьдана. Полностью поддерживал политику Чан Кайши и Цзян Цзинго. Был депутатом Законодательного юаня, профессором Университета китайской культуры, занимался оборонными исследованиями. Занимал пост заместителя генерального секретаря Гоминьдана Чан Паошу, курировал политическую координацию. Стоял на позициях крайнего антикоммунизма, отличался непримиримой враждебностью к КПК. Наряду с идеологией Гоминьдана, проявлял склонность в идеям либертарианства.
С 1989 по 1998 Чжао Цзыци занимал пост президента Всемирной антикоммунистической лиги (WACL). На период его руководства пришлась трансформация WACL во Всемирную лигу за свободу и демократию (WLFD) и существенное изменение характера организации. Чжао Цзыци установил взаимодействие WLFD с ООН в качестве неправительственной организации. Активно развивал международные контакты Лиги с политическими силами, ранее не являвшимися союзниками WACL — например, с австралийскими лейбористами. В 1993 во главе делегации Азиатско-Тихоокеанской лиги за свободу и демократию посетил Австралию, провёл переговоры со спикером палаты представителей Стивеном Мартином. Председательствовал на нескольких конференциях и симпозиумах Лиги, в том числе в 1991, при выступлении Рональда Рейгана.
В августе 1994 года Чжао Цзыци посетил Россию в ходе конференции WLFD в Москве. Имел контакты с официальными лицами РФ, в том числе тогдашним мэром Москвы Юрием Лужковым и премьер-министром Виктором Черномырдиным. Обсуждал вопросы расширения российско-тайваньских связей.
Чжао Цзыци выступил учредителем фонда своего имени, развивающего образовательные программы на Тайване.